# Alejandro Loayza Grisi
Pour les articles homonymes, voir Grisi.
Alejandro Loayza Grisi, né le 20 octobre 1985 à La Paz (Bolivie), est un réalisateur, scénariste, producteur de cinéma et directeur de la photographie bolivien.
Son film Utama (2022) a remporté de nombreux prix en festival.

## Filmographie partielle

### Au cinéma
- 2022 : Utama

## Récompenses et distinctions
- 2022 : Biznaga d'or du meilleur film d'Amérique latine
- 2022 : Biznaga d'argent de la meilleure réalisation